# Косолапов, Геннадий Иванович
Геннадий Иванович Косолапов (8 марта 1948 — 1 июля 2021) — советский хоккеист, нападающий. Мастер спорта СССР. Тренер.

## Биография
Начинал играть в командах класса «Б» «Урал» Пермь (1965/66 — 1966/67) и «Океан» Владивосток (1967/68 — 1969/70). 13 сезонов (1970/71 — 1982/83) провёлв команде первой лиги «Молот» Пермь.
Работал в «Молоте» / «Молоте-Прикамье» тренером (1983/84 — 1985/86, 1988/89, 1988/89 — 1999/2000, 2003/04 — 2004/05). Главный тренер в «Молоте-Прикамье-2» (2002/03). Работал тренером в ДЮСШ «Молот».
В декабре 2004 года — феврале 2005 — исполняющий обязанности главного тренера «Молота-Прикамье» в Суперлиге.